# Kevin Sandoval
Kevin Sandoval (13 de enero de 1993) es un futbolista colombiano. Juega como defensa central para el Mario Méndez FC de la Liga Prom de Panamá.

## Carrera
Kevin Sandoval fue formado en las divisiones inferiores del Atlético Junior. Con la categoría sub-20 de este equipo fue subcampeón del Campeonato Postobón Sub-20 de 2013, perdiendo la final ante Deportes Tolima. Después de jugar dos partidos con el primer equipo de Junior, fue cedido al Barranquilla Fútbol Club para que tuviera más minutos de juego, y en su nuevo club se convirtió en una pieza clave rápidamente.

## Equipos
| Club                 | País     | Año           |
| -------------------- | -------- | ------------- |
| Junior               | Colombia | 2013 - 2014   |
| Barranquilla FC      | Colombia | 2014 - 2016   |
| Valledupar F.C.      | Colombia | 2017 - 2018   |
| Boyacá Chicó         | Colombia | 2019          |
| Atlético F. C.       | Colombia | 2020-2021     |
| Boca Juniors de Cali | Colombia | 2022-2023     |
| Mario Méndez FC      | Panamá   | 2023-presente |